# 特别警察
特别警察（英語：Special police）通常用于描述警队或其他执法机构的一个特殊单位，在国际上并没有统一的定义，例如：
- 特种警察：负责反恐、打击严重暴力犯罪的执法单位。
- 志愿警察或辅助警察：不同于正规警察、执法权相对有限的人员或单位。
- 特务警察：香港警务处从其它纪律部队临时征用的警务人员。
- 保安警察：台湾警方负责预防犯罪、机动应变的单位。